# Fabrizio Costantini
Fabrizio Costantini (ur. 3 czerwca 1968 w San Marino) – sanmaryński trener piłkarski, który obecnie jest selekcjonerem reprezentacji San Marino.

## Kariera piłkarska
Podczas swojej kariery Costantini grał w klubach z San Marino takich jak: Juvenes/Dogana, Tre Penne, Cosmos i San Giovanni.

## Kariera trenerska
W San Marino Costantini trenował kluby: Fiorentino, Juvenes/Dogana i Murata. Poprowadził Juvenes/Doganę do finału Campionato Sammarinese di Calcio 2014-15. W listopadzie 2021 roku, po odejściu Franco Varrelli, Costantini został mianowany selekcjonerem reprezentacji San Marino, opuszczając kadrę U-21.

## Statystyki trenerskie
Reprezentację San Marino poprowadził w sześciu meczach (stan na 12 czerwca 2022). Bilans meczów: 0-0-6. Bilans bramkowy: 1:10.